# Villa Lieto
Villa Lieto, meglio conosciuta come Villa De Luca è una villa settecentesca di Napoli costruita sulla collina di Capodimonte, nei pressi dell'antico posto doganale di via Vecchia S. Rocco.

## Storia e descrizione
Fu una proprietà dei duchi Lieto, mentre, successivamente, subì vari passaggi di proprietà. La storia di questa villa è molto simile a quella dei Campbell, poiché anch'essa fu dapprima una residenza a vocazione agricola e poi una residenza di rappresentanza.
La villa fu costruita intorno ad una corte adiacente a un rigoglioso giardino, che attualmente misura circa 640 m². Detto giardino, recintato con inferriate e colonnine di tufo, ospita specie autoctone e non, comprendenti palme da dattero, cachi selvatichi, melangoli, aranci, mandarini, limoni, rosmarino, salvia, lavanda, ruta, e varie piante grasse.  Il fabbricato centrale era l'abitazione padronale e i bracci laterali costituivano gli appartamenti di servizio. In prossimità del complesso fu costruito un casino di caccia, il Casino Bianchini (al civico 1 di piazzetta Lieti), comprendente una cappella, attualmente dismessa e adibita a deposito. Un altro casino pertinente alla villa era il Casino Meuricoffrée (ora villa Il Capriccio, ubicata in via Lieti a Capodimonte, 97), ora sede della III Municipalità, dotato in origine di un giardino di 600 m² e di una tenuta colonica molto più ampia. Questa è attualmente adibita a parco pubblico. Dal 2012, il Parco, su disposizioni della III Municipalità, viene chiuso dal tramonto fino al sorgere del sole.
Quest'area verde si estende, dal lato nord, fino ad un parcheggio comunale prossimo a villa Lieto-De Luca, mentre dal lato sud confina con l'area di via Lieti 51b e con il liceo scientifico Sbordone. Villa Capriccio è attualmente sede della III Municipalità.
La struttura ha subito varie trasformazioni e modifiche; le più rilevanti hanno dotato l'edificio di due diversi accessi, corrispondenti a due differenti livelli stradali, quello di via Nuova San Rocco n. 68 e quello di piazzetta Lieti n. 2.
Dopo la seconda guerra mondiale la villa e i bracci circostanti ospitano appartamenti, acquisiti da diversi proprietari, tra cui la Cassa di credito Scarlato e gli Imprenditori Normale, e affidati a famiglie locali. Danneggiata dal terremoto dell'Irpinia del 1980, è abbandonata dagli affittuari e occupata da famiglie di senzatetto, poi assegnatari di case popolari. Viene acquisita nel patrimonio del Comune di Napoli con atto di esproprio e restaurata nel 1986.
Fino al 2008 ospita un importante centro di restauro della Soprintendenza delle belle arti di Napoli, specializzato nel recupero di opere pittoriche provenienti dal Museo di Capodimonte e da altri centri. Vi si tengono corsi e laboratori diretti da maestri come Ernesto Tatafiore. A causa di problemi strutturali (locali umidi, cedimenti nel sottosuolo, ecc.) è lasciata dalla Soprintendenza e utilizzata come deposito dalla III Municipalità. Nel 2004, uno dei bracci laterali della villa, adiacente all'accesso di Piazzetta Lieti (Corte interna),  subisce un dissesto dovuto alla rottura di una conduttura, sottostante al vicolo in basolato. La conduttura cede, provocando danni al braccio di servizio di Villa De Luca attualmente identificato come Condominio Piazzetta Lieti 2. Questo, ristrutturato nel 2003 con i fondi della ricostruzione per il sisma del 1980, con l'approvazione della Sovrintendenza alle Belle Arti, su progetto dell'Architetto Angelo Salvatore Spadaro, subisce un cedimento. Di conseguenza intenta causa all'ARIN, con esiti positivi ed il risarcimento dei danni subiti.
Il complesso tufaceo su cui sorge la Villa comprende un sistema di collegamenti sotterranei, parzialmente diruto, con cave, pozzi, cisterne, vie di uscita (vallone di San Rocco, bosco di Capodimonte, antico acquedotto del Serino, fogne, aree catacombali). Sotto il cortile interno, da una cisterna, ai tempi della II guerra mondiale, secondo la testimonianza degli abitanti storici della corte, fu ricavato un rifugio antiaereo.